# Ciro Sarno
Ciro Sarno (Napoli, 25 marzo 1958) è un collaboratore di giustizia e mafioso italiano, ex-boss del clan camorristico dei Sarno.

## Biografia
Soprannominato 'o Sindaco per aver amministrato "le case occupate" di Ponticelli dopo il terremoto dell'80 che sconvolse Napoli. Con il tempo, grazie a questa astuta mossa, acquistò rispetto dal popolo di Ponticelli, dove riuscì ad imporre il proprio dominio e a creare il proprio quartier generale nel Rione De Gasperi.
Il padrino di Ponticelli venne arrestato nel 1989 in una villa a Marina di Tortora, sulla costa tirrenica calabrese, con l'accusa di esser stato il mandante della strage, commessa l'11 novembre del 1989 nel quartiere Ponticelli, che costò la vita a sei persone. Scarcerato a breve viene denunciato da un macellaio che si è rifiutato di pagare una tangente di 50 milioni di lire, viene arrestato nel '92, per associazione camorristica e omicidio, a Marina di Tortora (Cosenza), dove si trova in vacanza insieme alla famiglia. Il boss è da allora in carcere con ergastolo.
Dopo il suo arresto, a Ponticelli, uno dei fratelli di Ciro Sarno, Giuseppe (Napoli, 27 giugno 1955), ha preso il suo posto, divenendo col tempo, uno dei clan più influenti del territorio campano. Al comando del clan rimangono i fratelli Vincenzo (Napoli, 31 maggio 1970), Luciano (Napoli, 28 dicembre 1968), Giuseppe (Napoli, 27 giugno 1955) e Pasquale (Napoli, 6 febbraio 1966), ma via via vengono arrestati tutti.
Il suo pentimento è stato annunciato in aula il 28 settembre 2009, dal Pm Vincenzo D’Onofrio, depositando il verbale d’interrogatorio del 4 agosto precedente. «È una decisione definitiva, lo stavo meditando già da un po’ di tempo perché voglio definitivamente cambiare vita. Trent’anni di carcere fiaccano chiunque e la prospettiva di altri trenta non è sopportabile (…) La mia collaborazione determinerà un vero e proprio terremoto nel panorama criminale fra Napoli e provincia. Sono convinto che, con questo mio passo, il sistema Sarno può considerarsi finito (…) Nel corso di questi anni ho studiato per laurearmi, mi mancano pochi esami per acquisire il titolo di primo grado in Scienze dei beni storico artistici.»
Prima di lui avevano deciso di collaborare il fratello Giuseppe, detto “Mussillo”, e il nipote Salvatore. Tra i reati più efferati confessati, la strage di Ponticelli del bar Sayonara (Napoli, quartiere Ponticelli, 11 ottobre 1989). Muoiono sei persone, quattro per errore (Gaetano De Cicco, Domenico Guarracino, Salvatore Benaglia, Gaetano Di Nocera). Mandante Ciro Sarno, obiettivo gli uomini del clan Andreotti. Ma i killer, che prima di agire avevano fatto il pieno di cocaina, sparano alla cieca. Ciro osserva tutto da lontano, sul tetto di un palazzo del parco Vesuvio, che domina su tutto il rione.
Dopo un controllo del territorio orientale di Napoli durato 30 anni e un'egemonia di tutta la città napoletana negli ultimi anni duemila, cade il mito della camorra napoletana di Ciro e Giuseppe Sarno, insieme al loro clan, dopo il pentimento di uno dei loro fratelli. Infatti, dal 2009 il clan Sarno non esiste più e il territorio, che una volta apparteneva all'organizzazione, è stato diviso tra altri clan.